# دالتون بالز
دالتون بالز هو محامي وسياسي كندي، ولد في 21 فبراير 1920 في كندا، وتوفي في 30 أكتوبر 1979 في تورونتو في كندا. حزبياً، نشط في حزب أونتاريو المحافظ التقدمي. وقد انتخب عضو برلمان مقاطعة أونتاريو.